# Balázs Lengyel
Balázs Lengyel (Budapest, 27 de junio de 1980) es un deportista húngaro que compitió en esgrima, especialista en la modalidad de sable.
Ganó dos medallas de plata en el Campeonato Mundial de Esgrima, en los años 2001 y 2003, y dos medallas en el Campeonato Europeo de Esgrima, plata en 2006 y bronce en 2001.
Participó en los Juegos Olímpicos de Atenas 2004, ocupando el quinto lugar en la prueba por equipos.

## Palmarés internacional
| Campeonato Mundial | Campeonato Mundial  | Campeonato Mundial | Campeonato Mundial |
| Año                | Lugar               | Medalla            | Prueba             |
| ------------------ | ------------------- | ------------------ | ------------------ |
| 2001               | Nimes (Francia)     | Medalla de plata   | Sable por equipos  |
| 2003               | La Habana (Cuba)    | Medalla de plata   | Sable por equipos  |
| Campeonato Europeo |                     |                    |                    |
| Año                | Lugar               | Medalla            | Prueba             |
| 2001               | Coblenza (Alemania) | Medalla de bronce  | Sable por equipos  |
| 2006               | Esmirna (Turquía)   | Medalla de plata   | Sable por equipos  |